# Horní Studénky
Horní Studénky település Csehországban, Šumperki járásban. Horní Studénky Štíty, Bušín, Jedlí, Olšany, Zborov és Svébohov településekkel határos. Lakosainak száma 343 fő (2024. január 1.).

## Népesség
A település lakosságának változását az alábbi diagram mutatja:
| Lakosok száma | 680  | 682  | 683  | 499  | 406  | 346  | 340  | 339  | 345  | 343  |
|               | 1869 | 1890 | 1921 | 1950 | 1980 | 2001 | 2017 | 2019 | 2022 | 2024 |